# Amparo Vila
Maria-Amparo Vila Miranda (Granada, 1951) es catedrática de Ciencias de la Computación e Inteligencia Artificial de la Universidad de Granada desde 1992, habiendo sido previamente profesora titular de Universidad, profesora asociada y analista-programadora del Centro de Cálculo en esta misma Universidad. Se licenció en Ciencias Matemáticas en la Universidad de Granada en el año 1973 y obtuvo el doctorado en dicha universidad en 1978.

## Trayectoria
Ha desarrollado su investigación y docencia fundamentalmente en el área de Bases de datos y Sistemas inteligentes de Información, siendo sus líneas principales de investigación: tratamiento de imprecisión en sistemas de información mediante lógica difusa, extracción de conocimiento y Minería de datos mediante técnicas de Soft Computing, y computación ubicua y movilización del conocimiento. Ha dirigido 26 tesis doctorales, ha sido o es responsable de 8 proyectos de investigación nacionales, 2 autonómicos y 1 internacional, ha publicado numerosos trabajos de investigación entre los que se destacan más de 100 artículos en revistas SCI. Ha sido responsable del grupo de investigación de la Junta de Andalucía TIC-113 Razonamiento Aproximado e Inteligencia Artificial) desde 1994-1997 y responsable del grupo TIC174 (Bases de Datos y Sistemas de Información Inteligentes) desde su creación en el año 2000 hasta la actualidad.
Desde el punto de vista de la gestión universitaria ha sido Subdirectora de Organización Docente en la E.T.S. de Ingeniería Informática por espacio de tres años (1994-1997) y Directora del Departamento de Ciencias de la Computación e Inteligencia Artificial de la Universidad de Granada desde 1997 al 2004. También ha desarrollado tareas relacionadas con procesos de evaluación y calidad, en este sentido ha sido: miembro de la ponencia del área de Tecnologías de la Información y las Comunicaciones en el III Plan Andaluz de Investigación, y evaluadora dentro del II Plan de la Calidad de las Universidades (Consejo de Universidades MEC), ha sido también evaluadora de la ANECA dentro del programa de evaluación institucional, habiendo actuado como presidenta de distintos comités de evaluación externa y miembro de la Comisión Andaluza de Evaluación de los Complementos Autonómicos, (CAECA) siendo responsable y presidenta del subcomité del área de Enseñanzas Técnicas. Ha sido presidenta de la Comisión de Rama de Arquitectura e Ingeniería I del programa VERIFICA la ANECA. Es evaluadora del programa ACREDITA.
Ha recibido el premio IEEE WCCI 2010 como pionero en investigación en Técnicas difusas y Soft Computing en representación del Departamento de Ciencias de la Computación en Inteligencia Artificial de Universidad de Granada y el reconocimiento de la AEPIA (Asociación Española de Inteligencia Artificial) a su actividad en el desarrollo de la Inteligencia Artificial en el año 2011